# SS Bayardo
El SS Bayardo fue un barco frigorífico británico que encalló y naufragó en Middle Sand, en el estuario del Humber, cerca de Hull (Reino Unido), el 21 de enero de 1912 cuando viajaba de Gotemburgo (Suecia) a Hull (Reino Unido) transportando carga general.

## Hundimiento
El Bayardo ingresó al estuario de Humber como parte del último tramo de su viaje desde Gotemburgo, Suecia a Hull, Reino Unido, el 21 de enero de 1912 mientras transportaba carga general. El barco ya había navegado por esta ruta en otras 12 ocasiones, sin embargo, ese día, cuando el barco se acercaba a Hull, una densa niebla limitaba la visibilidad. Bayardo encalló en Middle Sand en medio de la niebla, frente a Alexander Dock en el Humber. Nadie murió ni resultó herido en el incidente y todos los pasajeros fueron evacuados de forma segura a la orilla. En un intento por reflotarlo, se quitaron muchos accesorios, pero la fuerte marea empujó el barco hacia el banco de arena. Cuando la marea finalmente bajó, el barco se rompió la espalda, considerándolo una pérdida total.
Los restos del Bayardo comenzaron a romperse rápidamente debido a las olas que chocaban contra su superestructura, y se hundieron en su mayor parte en el barro del lecho del río, dejando sólo una parte del barco aún expuesta sobre la superficie. En ese momento, la mayor parte de su carga ya había sido rescatada. Después de determinar que los restos del naufragio representaban un peligro para la navegación, los restos de Bayardo fueron volados y dispersados.